# Arabis nuristanica
Arabis nuristanica är en korsblommig växtart som beskrevs av Siro Kitamura. Arabis nuristanica ingår i släktet travar, och familjen korsblommiga växter. Inga underarter finns listade i Catalogue of Life.